# Сабо, Йожеф Йожефович
Йо́жеф Йо́жефович Са́бо (укр. Йожеф Йожефович Сабо, венг. Szabó József; род. 29 февраля 1940, Ужгород) — советский футболист и украинский тренер, выступал на позиции полузащитника. Заслуженный мастер спорта СССР (1967). Заслуженный тренер Украины. Пять раз возглавлял киевское «Динамо», дважды был наставником сборной Украины.

## Биография
Родился в семье этнического венгра, семья была многодетной, Йожеф — седьмой ребёнок. Отец работал столяром, во время Второй мировой войны был призван в венгерскую армию. Был в советском плену, после освобождения снова работал столяром. В 1951 году умер от инфаркта.

## Карьера

### Игровая
Йожеф — воспитанник ужгородского футбола. Первый тренер — Золтан Степанович Дьерфи. На любительском уровне (в чемпионате Украины среди коллективов физкультуры) выступал за «Химик» из Калуша (1957 год). В юном возрасте играл в нападении и немало забивал. Впоследствии два неполных сезона (1958 и 1959) провёл в классе «Б» чемпионата СССР за «Спартак» (Ужгород). В середине 1959 г. атакующего полузащитника Йожефа Сабо решило перетянуть в свои ряды киевское «Динамо».
Дебютировал 1 июня 1959 в товарищеском матче против английского клуба «Тоттенхэм Хотспур», в результате он стал ключевым футболистам «Динамо» в 60-х годах. Сабо сразу стал игроком основного состава и действовал на правом фланге полузащиты. В 1963 году в матче против «Торпедо» сломал ногу игроку соперника Владимиру Сидорову. В результате полученной травмы Сидоров в 20 лет вынужден был закончить с большим футболом. Сабо же вернулся на поле менее чем через год после инцидента, который попал в поле зрения центральных СМИ, и не только спортивных. В 1965 году закарпатский футболист вошёл в список «33 лучших», который составляют по итогам сезона. С 1966 по 1968 «Динамо» (Киев) трижды подряд становилось чемпионом Советского Союза, а Сабо был одним из ключевых футболистов.
Карьеру завершал в ворошиловградской «Заре» и московском «Динамо».

#### В сборной
Впервые вышел в составе сборной СССР 3 октября 1965 в товарищеской игре против Греции. Эта игра для советских футболистов была элементом подготовки к чемпионату мира 1966. Там сборная заняла 4 место, а Сабо провёл 4 из 6 игр, пропустив только последний матч группового раунда (со сб. Чили), а также игру за 3-е место с Португалией. Сборная выход в четвертьфинал уже забронировала, поэтому несколько ключевых футболистов, в матче с чилийцами, не выступало, а вместо них вышли резервисты. Национальная команда дошла до полуфинала где уступила сначала команде ФРГ, а в игре за 3-е место — Португалии, но с португальцами Сабо не играл по причине тяжёлой травмы полученной в полуфинальном матче

### Тренерская
Начинал тренерскую карьеру в ворошиловградской «Заре» (1977 год), с которой в чемпионате СССР занял довольно высокое 9 место. Затем тренировал киевский «СКА», который уверенно вёл к победе во второй лиге чемпионата СССР, однако, ещё до окончания турнира, получил приглашение от днепропетровского «Днепра», который претендовал на вылет. Задача сохранить команду в высшей лиге Сабо не выполнил, а после 17 места в следующем году уже в первой лиге, тренера уволили.

#### «Динамо» Киев
С 1990-х годов работал в «Динамо» (Киев) — сначала главным тренером, а по возвращении в Киев Валерия Лобановского — помощником тренера. Дебют на посту главного тренера киевлян был короткий — в чемпионате Сабо тренировал «Динамо» в двух ноябрьских матчах 1992 года — во время выездной ничьей с одесским «Черноморцем» (1:1) и во время домашней победы над «Буковиной» со счётом 1:0, а в Кубке Украины тренер вывел команду сначала в 1/8 финала, а затем в четвертьфинал.
В дальнейшем руководил в 1994, 1995—1996 сезонах, команда всегда уверенно лидировала в чемпионате Украины; в сезоне 1995/1996 «Динамо» выиграло золотой «дубль» — чемпионат + Кубок Украины. Памятным был розыгрыш Лиги чемпионов УЕФА 1994/95. Тогда в групповом этапе «Динамо» одержало лишь одну победу, однако побежден был снова самый принципиальный соперник — московский «Спартак» (3:2 в Киеве).
В 2004 году Сабо четвёртый раз возглавляет «Динамо». «Динамо» хоть и начало сезон победой в Суперкубке Украины, однако чемпионат команда начала неудачно, а в третьем квалификационном раунде Лиги Чемпионов в первом матче киевляне дома проиграли турецкому «Трабзонспору» со счётом 1:2. Йожеф Йожефович сумел поставить на ноги «развалившуюся» команду и во втором матче «динамовцы» сенсационно выиграли 2:0 и вышли в групповой турнир. Тот сезон в Европе был одним из лучших со времен Валерия Лобановского — в группе «Динамо» с 10 очками занял третье место и вышло в 1/16 Кубка УЕФА. С возвращением Йожефа Сабо «Динамо» добавило в классе, играло в «европейский» агрессивный, атакующий футбол. В 1/16 Кубка УЕФА «Динамо» проиграло испанском «Вильярреалу» — после домашней ничьей 0:0 киевляне уступили в Испании со счётом 0:2.
Весной уровень команды заметно снизился, у тренера появились конфликты с футболистами и это использовал донецкий «Шахтер» — чемпионский титул «горняки» оформили ещё за тур до конца. Слабым утешением стала победа в Кубке Украины. После окончания чемпионата Йожеф Йожефович подал в отставку, ссылаясь на состояние здоровья. Также работал в киевском клубе в качестве вице-президента (с 2000 по 2004 год).

#### Сборная Украины
Его официальный дебют состоялся 12 октября 1994 года в Киеве в матче отбора против Словении, игра завершилась вничью 0:0. Уже в следующей игре отбора против Эстонии Сабо одержал свою первую победу, как тренер сборной — 3:0. Но уже в 1995 году у руля сборной стал Анатолий Коньков. Дебют нового тренера оказался очень неудачным — 0:4 на Максимире в Загребе от Хорватии. Анатолий Коньков возглавлял команду в остальных отборочных матчах чемпионата Европы, сборная под его руководством провела всего 7 матчей в которых трижды победила и четыре раза потерпела поражение. Отбор к Евро команда завершила на 4-м месте в группе, после чего Коньков оставил сборную. Было принято решение, что команду в отборе на Чемпионат мира по футболу 1998 вновь возглавит Йожеф Сабо.
Возвращение Сабо произошло 9 апреля 1996 года в Кишинёве в товарищеской игре против Молдавии, которую сборная Украины завершила вничью 2:2. Путь на ЧМ-98 Украина начала 31 августа 1996 с выездной победы над Северной Ирландией (1:0). Этот отбор в целом стал для сборной Украины началом её успехов, команду начали воспринимать как крепкого середняка мирового футбола. Становление сборной Сабо, совпало с крупнейшими успехами киевского Динамо конца 90-х, игроки которого и составляли основу сборной. В целом это вылилось в отличные результаты в отборочной группе — победа над Португалией 2:1, домашняя ничья с действующими чемпионами Европы — немцами 0:0. В течение всего цикла отбора команда претендовала на выход из группы с первого места, но только в последнем туре пропустила вперёд сборную Германии. Таким образом, Украина стала второй в отборе и получила право побороться за выход в финальную стадию в матчах плей-офф. Соперниками команды стали хорошо знакомые по отбору к Евро 1996 хорваты. В первой игре Украина уступила 0:2. 15 ноября 1997 года в ответном матче на Олимпийском украинская команда очень быстро отыграла два мяча, однако один гол, норвежский арбитр отменил, посчитав, что было положение вне игры, а на 27 минуте игры Ален Бокшич сравнял счёт 1:1. Так матч и завершился, сборная Украины не пробилась на чемпионат мира 1998.
Следующим этапом для сборной, стал отбор на Евро 2000. Волею жребия, украинская команда попала в отборочную группу с действующим на то время чемпионом мира — Францией, а также России, Исландии, Армении и Андорры. Отбор на Евро Украина начала дома — в сверхпринципиальном поединке против России — 5 сентября 1998 года на переполненном Олимпийском, сборная победила со счётом 3:2. В следующих двух турах Украина с одинаковым счётом 2:0 победила Андорру на выезде и Армению дома, и завершила 1998 на первом месте в отборочной группе с максимально возможными 9 очками. Новый, 1999 год, для сборной начался с серьёзного поединка против чемпионов мира — Франции в Париже, где сборная была ближе к победе, чем французы, однако матч завершился вничью 0:0. С таким же счётом завершился и домашний поединок Украина — Франция. Команда Сабо, как никогда приблизилась к выходу из группы — перед последним туром Украина лидировала в своей отборочной группе, на одно очко опережая и Францию, и Россию. Именно с Россией встречалась команда Сабо в «Лужниках» в Москве 9 октября 1999 года. Для сохранения шансов на выход на Евро, россиянам было необходимо только победа, в то время как сборную Украины устраивала и ничья (при условии, что Франция не победит Исландию, Украина могла бы занять 1 место в группе). Игра завершилась со счётом 1:1. Несмотря на то, что Франция обыграла Исландию 3:2, Украина с 20 очками оказалась на втором месте в группе, и получила право выступать в матчах плей-офф.
13 ноября 1999 в Любляне, столице Словении команда Сабо уступила в первой игре плей-офф словенцам 1:2, сохраняя неплохие шансы на выход на Евро, в Киеве команда Сабо не смогла одержать победы — 1:1, таким образом второй раз подряд Украина не пробилась на футбольный форум через сито плей-офф.
Сабо окончательно ушёл из сборной 31 декабря 1999 года, отказавшись продлевать истекавший в тот день контракт с Федерацией футбола Украины вне зависимости от предлагаемых условий.

## Достижения

### В качестве игрока
«Динамо» (Киев)
- Чемпион СССР (4): 1961, 1966, 1967, 1968
- Обладатель Кубка СССР (2): 1964, 1966

«Динамо» (Москва)
- Финалист Кубка Обладателей Кубков УЕФА: 1972

Сборная СССР
- Бронзовый призёр Олимпийских игр: 1972
- 4 место на чемпионате мира: 1966 (по регламенту соревнования награждён бронзовой медалью) присвоено звание «Заслуженного мстера спорта СССР».

### В качестве тренера
«Динамо» (Киев)
- Чемпион Украины (2): 1994, 1996
- Обладатель Кубка Украины (2): 1996, 2005

### Личные
- В списках лучших футболистов Украинской ССР[укр.] (5): № 1 (1964, 1965, 1966, 1967, 1968)
- В списках 33 лучших футболистов СССР (5): № 1 (1965, 1966), № 2 (1961, 1962, 1967)
- Лауреат приза За самый красивый гол сезона: 1972
- Заслуженный мастер спорта СССР (26 января 1967)
- Заслуженный тренер Украины

## Награды
- Орден «За заслуги» ІІІ (1999), ІІ (2004) и І (2011) степеней.[5][6][7]

## Факты
- Известный туркменский певец Тогрулбег Артыков взял себе творческое имя Сабо в честь футболиста. Выступал под сценическим именем Сабо Артыков.